# یواس‌اس چتم (۱۸۳۶)
یواس‌اس چتم (۱۸۳۶) (به انگلیسی: USS Chatham (1836)) یک کشتی بود که طول آن ۱۲۰ فوت (۳۷ متر) بود. این کشتی در سال ۱۸۳۶ ساخته شد.